# RSC Anderlecht in het seizoen 2020/21
Dit artikel beschrijft de prestaties van de Belgische voetbalclub RSC Anderlecht in het seizoen 2020–2021.

## Spelerskern
| No.           | Naam                   | Nationaliteit           | Geboortedatum | Vorige club                    |
| ------------- | ---------------------- | ----------------------- | ------------- | ------------------------------ |
| Keepers       |                        |                         |               |                                |
| 1             | Timon Wellenreuther    | Duitsland               | 03-12-1995    | Willem II (2017-2020)          |
| 16            | Bart Verbruggen        | Nederland               | 18-08-2002    | NAC Breda (2017-2020)          |
| 24            | Warner Hahn            | Nederland               | 15-06-1992    | Zonder Club                    |
| 30            | Hendrik Van Crombrugge | België                  | 30-04-1993    | KAS Eupen (2013-2019)          |
| 70            | Rik Vercauteren        | België                  | 08-06-2002    | Eigen jeugd                    |
| Verdedigers   |                        |                         |               |                                |
| 14            | Bogdan Mykhaylichenko  | Oekraïne                | 21-03-1997    | Zorja Loehansk (2019-2020)     |
| 20            | Matt Miazga            | Verenigde Staten, Polen | 19-07-1995    | Chelsea (Huur)                 |
| 22            | Elias Cobbaut          | België                  | 24-11-1997    | KV Mechelen (2016–2017)        |
| 34            | Mohamed Bouchouari     | België, Marokko         | 15-11-2000    | Zonder club                    |
| 42            | Hannes Delcroix        | België, Haïti           | 28-02-1999    | RKC Waalwijk (2019-2020)       |
| 47            | Lucas Lissens          | België                  | 25-07-2001    | Eigen jeugd                    |
| 54            | Killian Sardella       | België                  | 02-05-2002    | Eigen jeugd                    |
| 55            | Marco Kana             | België                  | 08-06-2002    | Eigen jeugd                    |
| 56            | Zeno Debast            | België                  | 24-10-2003    | Eigen jeugd                    |
| 62            | Michael Murillo        | Panama                  | 11-02-1996    | New York Red Bulls (2017-2019) |
| 92            | Kemar Lawrence         | Jamaica                 | 17-09-1992    | New York Red Bulls (2015-2020) |
| Middenvelders |                        |                         |               |                                |
| 8             | Josh Cullen            | Ierland, Engeland       | 07-04-1996    | West Ham United (2016-2020)    |
| 18            | Majeed Ashimeru        | Ghana                   | 10-10-1997    | Red Bull Salzburg (Huur)       |
| 25            | Adrien Trebel          | Frankrijk               | 03-03-1991    | Standard Luik (2014-2017)      |
| 46            | Anouar Ait El Hadj     | België                  | 20-04-2002    | Eigen jeugd                    |
| 48            | Albert Sambi Lokonga   | België, Congo-Kinshasa  | 22-10-1999    | Eigen jeugd                    |
| 51            | Yari Verschaeren       | België                  | 12-07-2001    | Eigen jeugd                    |
| 52            | Mario Stroeykens       | België                  | 29-09-2004    | Eigen jeugd                    |
| 60            | Nils De Wilde          | België                  | 27-01-2003    | Eigen jeugd                    |
| 61            | Kristian Arnstad       | Noorwegen               | 07-09-2003    | Eigen jeugd                    |
| 65            | Alonzo Engwanda        | België, Congo-Kinshasa  | 27-01-2003    | Eigen jeugd                    |
| 68            | Nayel Mehssatou        | België, Chili           | 08-08-2002    | Eigen jeugd                    |
| 71            | Théo Leoni             | België                  | 21-04-2000    | Eigen jeugd                    |
| Aanvallers    |                        |                         |               |                                |
| 7             | Lukas Nmecha           | Duitsland               | 14-12-1998    | Manchester City (huur)         |
| 11            | Jacob Bruun Larsen     | Denemarken              | 19-09-1998    | TSG 1899 Hoffenheim (huur)     |
| 12            | Paul Mukairu           | Nigeria                 | 18-01-2000    | Antalyaspor (huur)             |
| 23            | Abdoulay Diaby         | Frankrijk, Mali         | 21-05-1991    | FC Getafe (2020-2021)          |
| 27            | Ilias Takidine         | België, Marokko         | 05-02-2001    | KRC Genk (2017-2020)           |
| 38            | Mohammed Dauda         | Ghana                   | 20-02-1998    | Esbjerg fB (2019-2020)         |
| 40            | Francis Amuzu          | België, Ghana           | 23-09-1999    | Eigen jeugd                    |

### Technische staf
| Functie                 | Naam                | Nationaliteit       |
| ----------------------- | ------------------- | ------------------- |
| Coach                   | Vincent Kompany     | België              |
| Assistant coach         | Jonas De Roeck      | België              |
| Assistant coach         | Floribert Ngalula   | België              |
| Goalkeeper coach        | Jelle ten Rouwelaar | Nederland           |
| Directer of performance | Damian Roden        | Wales               |
| Physical coach          | Bram Geers          | België              |
| Physio                  | Niels Mathieu       | België              |
| Physio                  | Tim Wattez          | België              |
| Physio                  | Simon Van Elewijck  | België              |
| Masseur                 | Franky De Buyst     | België              |
| Masseur                 | Tino Laureys        | België              |
| Video analyst           | Kevin Reid          | Verenigd Koninkrijk |
| Team manager            | Tom Colpaert        | België              |

## Transfers seizoen 2020-2021
| Naam                  | Nationaliteit           | Van / Naar                    | Datum             | Bedrag / Type  |
| --------------------- | ----------------------- | ----------------------------- | ----------------- | -------------- |
| Inkomend              |                         |                               |                   |                |
| Mustapha Bundu        | Sierra Leone            | Aarhus GF                     | 7 augustus 2020   | € 3.000.000    |
| Bogdan Mykhaylichenko | Oekraïne                | Zorja Loehansk                | 3 augustus 2020   | € 500.000      |
| Josh Cullen           | Ierland                 | West Ham                      | 5 oktober 2020    | € 500.000      |
| Bart Verbruggen       | Nederland               | NAC Breda                     | 26 augustus 2020  | € 300.000      |
| Timon Wellenreuther   | Duitsland               | Willem II                     | 5 juni 2020       | € 100.000      |
| Warner Hahn           | Nederland               | Zonder club                   | 29 december 2020  | Onbekend       |
| Mohamed Bouchouari    | België, Marokko         | Zonder club                   | 28 december 2020  | Onbekend       |
| Ilias Takidine        | België, Marokko         | KRC Genk                      | 4 mei 2020        | Onbekend       |
| Percy Tau             | Zuid-Afrika             | Brighton & Hove Albion        | 5 augustus 2020   | Huur           |
| Lukas Nmecha          | Duitsland               | Manchester City               | 20 augustus 2020  | Huur           |
| Matt Miazga           | Verenigde Staten, Polen | Chelsea                       | 3 oktober 2020    | Huur           |
| Paul Mukairu          | Nigeria                 | Antalyaspor                   | 5 oktober 2020    | Huur           |
| Majeed Ashimeru       | Ghana                   | Red Bull Salzburg             | 13 januari 2021   | Huur           |
| Abdoulay Diaby        | Frankrijk, Mali         | Getafe CF                     | 18 januari 2021   | Huur           |
| Jacob Bruun Larsen    | Denemarken              | TSG 1899 Hoffenheim           | 23 januari 2021   | Huur           |
| Thomas Didillon       | Frankrijk               | KRC Genk                      | 1 juli 2020       | Einde verhuur  |
| Bubacarr Sanneh       | Gambia                  | KV Oostende                   | 1 juli 2020       | Einde verhuur  |
| Ognjen Vranješ        | Bosnië en Herzegovina   | AEK Athene                    | 1 juli 2020       | Einde verhuur  |
| James Lawrence        | Engeland                | FC St. Pauli                  | 1 juli 2020       | Einde verhuur  |
| Antonio Milić         | Kroatië                 | Rayo Vallecano                | 1 juli 2020       | Einde verhuur  |
| Kenny Saief           | Israël                  | Lechia Gdańsk                 | 1 juli 2020       | Einde verhuur  |
| Hannes Delcroix       | België, Haïti           | RKC Waalwijk                  | 1 juli 2020       | Einde verhuur  |
| Aristote Nkaka        | België, Congo-Kinshasa  | UD Almería                    | 1 juli 2020       | Einde verhuur  |
| Knowledge Musona      | Zimbabwe                | KAS Eupen                     | 1 juli 2020       | Einde verhuur  |
| Josué Sá              | Portugal                | SD Huesca                     | 1 juli 2020       | Einde verhuur  |
| Mohammed Dauda        | Ghana                   | Esbjerg fB                    | 1 juli 2020       | Einde verhuur  |
| Luka Adžić            | Servië                  | FC Emmen                      | 1 juli 2020       | Einde verhuur  |
| Kristal Abazaj        | Albanië                 | KF Kukësi                     | 1 juli 2020       | Einde verhuur  |
| Olivier Dhauholou     | Ivoorkust               | Waasland-Beveren              | 1 juli 2020       | Einde verhuur  |
| Alexis Saelemaekers   | België                  | AC Milan                      | 30 juni 2020      | Einde verhuur  |
| TOTAAL UITGAVEN:      | TOTAAL UITGAVEN:        | TOTAAL UITGAVEN:              | TOTAAL UITGAVEN:  | € 5.730.000    |
| Uitgaand              |                         |                               |                   |                |
| Jérémy Doku           | België                  | Stade Rennais                 | 5 oktober 2020    | € 27.000.000   |
| Kemar Roofe           | Jamaica, Engeland       | Rangers FC                    | 4 augustus 2020   | € 5.000.000    |
| Alexis Saelemaekers   | België                  | AC Milan                      | 1 juli 2020       | € 3.500.000    |
| Sven Kums             | België                  | KAA Gent                      | 1 juli 2020       | € 1.500.000    |
| Thomas Didillon       | Frankrijk               | Cercle Brugge                 | 11 augustus 2020  | € 1.300.000    |
| Edo Kayembe           | Congo-Kinshasa          | KAS Eupen                     | 14 september 2020 | € 1.000.000    |
| Pieter Gerkens        | België                  | Antwerp FC                    | 12 augustus 2020  | € 700.000      |
| Antonio Milić         | Kroatië                 | Lech Poznań                   | 11 januari 2021   | € 500.000      |
| James Lawrence        | Engeland                | FC St. Pauli                  | 1 oktober 2020    | € 500.000      |
| Josué Sá              | Portugal                | PFK Ludogorets                | 2 oktober 2020    | Onbekend       |
| Kristal Abazaj        | Albanië                 | Istanbulspor                  | 21 september 2020 | Onbekend       |
| Sieben Dewaele        | België                  | sc Heerenveen                 | 28 juli 2020      | Huur           |
| Thierry Lutonda       | België                  | RKC Waalwijk                  | 15 juli 2020      | Huur           |
| Luka Adžić            | Servië                  | Ankaragücü                    | 11 september 2020 | Huur           |
| Aristote Nkaka        | België                  | SC Paderborn 07               | 5 oktober 2020    | Huur           |
| Isaac Thelin          | Zweden, Congo-Kinshasa  | Kasımpaşa SK                  | 6 januari 2021    | Huur           |
| Peter Žulj            | Oostenrijk              | Göztepe SK                    | 11 januari 2021   | Huur           |
| Antoine Colassin      | België                  | SV Zulte Waregem              | 21 januari 2021   | Huur           |
| Bubacarr Sanneh       | Gambia                  | Aarhus GF                     | 25 januari 2021   | Huur           |
| Ognjen Vranješ        | Bosnië en Herzegovina   | Royal Charleroi Sporting Club | 25 januari 2021   | Huur           |
| Mustapha Bundu        | Sierra Leone            | FC Kopenhagen                 | 26 januari 2021   | Huur           |
| Michel Vlap           | Nederland               | Arminia Bielefeld             | 1 oktober 2021    | Huur           |
| Landry Dimata         | België                  | RCD Espanyol                  | 1 oktober 2021    | Huur           |
| Zakaria Bakkali       | België                  | Beerschot VA                  | 1 oktober 2021    | Huur           |
| Davy Roef             | België                  | KAA Gent                      | 11 mei 2020       | Transfervrij   |
| Andy Najar            | Honduras                | Los Angeles FC                | 11 juni 2020      | Transfervrij   |
| Frank Boeckx          | België                  | Einde carrière                | 30 juni 2020      | Keeperstrainer |
| Vincent Kompany       | België                  | Einde carrière                | 17 augustus 2020  | Trainer        |
| Samir Nasri           | Frankrijk               | Zonder club                   | 30 juni 2020      | Einde contract |
| Olivier Dhauholou     | Ivoorkust               | Zonder club                   | 30 juni 2020      | Einde contract |
| Nacer Chadli          | België                  | AS Monaco                     | 30 juni 2020      | Einde huur     |
| Derrick Luckassen     | Nederland               | PSV                           | 30 juni 2020      | Einde huur     |
| Dejan Joveljić        | Servië                  | Eintracht Frankfurt           | 30 juni 2020      | Einde huur     |
| Marko Pjaca           | Kroatië                 | Juventus                      | 30 juni 2020      | Einde huur     |
| Philippe Sandler      | Nederland               | Manchester City               | 30 juni 2020      | Einde huur     |
| Percy Tau             | Zuid-Afrika             | Brighton & Hove Albion FC     | 7 januari 2021    | Einde huur     |
| TOTAAL INKOMSTEN:     | TOTAAL INKOMSTEN:       | TOTAAL INKOMSTEN:             | TOTAAL INKOMSTEN: | € 41.000.000   |

## Jupiler Pro League

### Reguliere competitie

#### Wedstrijden
| Jupiler Pro League                                                                                    |                                                     |                                     |                                                      | |                                                               |
| Wedstrijddetails                                                                                      | Thuisploeg                                          | Uitslag                             | Uitploeg                                             | Opstelling | Kaarten                                                       |
| Heenronde                                                                                             |                                                     |                                     |                                                      | |                                                               |
| 9 augustus 2020 18:15 AFAS-stadion Achter de Kazerne Mechelen Ref.: Alexandre Boucaut Toeschouwers: 0 | KV Mechelen                                         | 2 – 2                               | Anderlecht                                           | Van Crombrugge Sardella (88' Kayembe), Cobbaut, Luckassen, Murillo Sambi Lokonga, Žulj, Vlap Doku, Dimata (60' Colassin), Amuzu (88' Verschaeren)                                        | 44' Luckassen 53' Vlap 88' Colassin                           |
| 9 augustus 2020 18:15 AFAS-stadion Achter de Kazerne Mechelen Ref.: Alexandre Boucaut Toeschouwers: 0 | De Camargo 83' Vanlerberghe 85'                     | 0 – 1 0 – 2 1 – 2 2 – 2             | 64' Doku 75' (e.d.) Bijker                           | Van Crombrugge Sardella (88' Kayembe), Cobbaut, Luckassen, Murillo Sambi Lokonga, Žulj, Vlap Doku, Dimata (60' Colassin), Amuzu (88' Verschaeren)                                        | 44' Luckassen 53' Vlap 88' Colassin                           |
| 16 augustus 2020 18:15 Lotto Park Anderlecht Ref.: Lawrence Visser Toeschouwers: 0                    | Anderlecht                                          | 3 – 1                               | STVV                                                 | Van Crombrugge Murillo, Cobbaut, Luckassen, Mykhaylichenko (81' Kayembe) Trebel, Žulj, Vlap (64' Tau) El Hadj, Dimata (74' Colassin), Doku                                               | 52' Žulj 61' Dimata                                           |
| 16 augustus 2020 18:15 Lotto Park Anderlecht Ref.: Lawrence Visser Toeschouwers: 0                    | Mykhaylichenko 41' Dimata 50' Tau 90+3'             | 1 – 0 2 – 0 2 – 1 3 – 1             | 88' Balongo                                          | Van Crombrugge Murillo, Cobbaut, Luckassen, Mykhaylichenko (81' Kayembe) Trebel, Žulj, Vlap (64' Tau) El Hadj, Dimata (74' Colassin), Doku                                               | 52' Žulj 61' Dimata                                           |
| 23 augustus 2020 18:15 Lotto Park Anderlecht Ref.: Wim Smet Toeschouwers: 0                           | Anderlecht                                          | 1 – 1                               | Excel Moeskroen                                      | Van Crombrugge Murillo, Cobbaut, Luckassen, Mykhaylichenko Trebel (83' Verschaeren), Žulj, Kana El Hadj (55' Tau), Dimata (64' Colassin), Doku                                           | 24' Žulj 70' Trebel                                           |
| 23 augustus 2020 18:15 Lotto Park Anderlecht Ref.: Wim Smet Toeschouwers: 0                           | Dimata 63' (pen.)                                   | 1 – 0 1 – 1                         | 90+3' Gnohéré                                        | Van Crombrugge Murillo, Cobbaut, Luckassen, Mykhaylichenko Trebel (83' Verschaeren), Žulj, Kana El Hadj (55' Tau), Dimata (64' Colassin), Doku                                           | 24' Žulj 70' Trebel                                           |
| 28 augustus 2020 20:45 Diaz Arena Oostende Ref.: Jan Boterberg Toeschouwers: 0                        | KV Oostende                                         | 2 – 2                               | Anderlecht                                           | Van Crombrugge Murillo, Cobbaut (31' Sardella), Luckassen, Mykhaylichenko Tau (89' Dimata), Kana, Trebel El Hadj, Colassin (46' Nmecha), Doku                                            | 33' Kana 43' Murillo 57' Trebel                               |
| 28 augustus 2020 20:45 Diaz Arena Oostende Ref.: Jan Boterberg Toeschouwers: 0                        | D'Haese 11' Gueye 34' (pen.)                        | 1 – 0 2 – 0 2 – 1 2 – 2             | 35' Trebel 54' Tau                                   | Van Crombrugge Murillo, Cobbaut (31' Sardella), Luckassen, Mykhaylichenko Tau (89' Dimata), Kana, Trebel El Hadj, Colassin (46' Nmecha), Doku                                            | 33' Kana 43' Murillo 57' Trebel                               |
| 13 september 2020 13:30 Lotto Park Anderlecht Ref.: Nicolas Laforge Toeschouwers: 6.000               | Anderlecht                                          | 2 – 0                               | Cercle Brugge                                        | Van Crombrugge Murillo, Vranješ, Luckassen, Mykhaylichenko Sambi Lokonga, Tau, Trebel Doku (80' Bundu), Nmecha (88' El Hadj), Bakkali (75' Verschaeren)                                  | 43' Vranješ                                                   |
| 13 september 2020 13:30 Lotto Park Anderlecht Ref.: Nicolas Laforge Toeschouwers: 6.000               | Nmecha 36' (pen.) Murillo 68'                       | 1 – 0 2 – 0                         |                                                      | Van Crombrugge Murillo, Vranješ, Luckassen, Mykhaylichenko Sambi Lokonga, Tau, Trebel Doku (80' Bundu), Nmecha (88' El Hadj), Bakkali (75' Verschaeren)                                  | 43' Vranješ                                                   |
| 19 september 2020 20:45 Freethielstadion Beveren Ref.: Lawrence Visser Toeschouwers: 1.800            | Waasland-Beveren                                    | 2 – 4                               | Anderlecht                                           | Van Crombrugge Murillo, Vranješ, Delcroix, Mykhaylichenko Sambi Lokonga, Tau, Trebel (64' Bundu) Verschaeren, Nmecha (79' Dimata), Doku (85' Amuzu)                                      | 15' Nmecha                                                    |
| 19 september 2020 20:45 Freethielstadion Beveren Ref.: Lawrence Visser Toeschouwers: 1.800            | Sula 64' Heymans 88'                                | 0 – 1 0 – 2 0 – 3 0 – 4 1 – 4 2 – 4 | 3' Trebel 18' Doku 55' Verschaeren 60' (pen.) Nmecha | Van Crombrugge Murillo, Vranješ, Delcroix, Mykhaylichenko Sambi Lokonga, Tau, Trebel (64' Bundu) Verschaeren, Nmecha (79' Dimata), Doku (85' Amuzu)                                      | 15' Nmecha                                                    |
| 27 september 2020 16:00 Lotto Park Anderlecht Ref.: Lothar D'hondt Toeschouwers: 6.000                | Anderlecht                                          | 1 – 1                               | KAS Eupen                                            | Van Crombrugge Murillo, Vranješ, Luckassen, Mykhaylichenko Sambi Lokonga, Tau, Kana (66' Dimata) Bundu (74' Amuzu), Nmecha, Doku (82' El Hadj)                                           | 38' Doku 90+3' El Hadj                                        |
| 27 september 2020 16:00 Lotto Park Anderlecht Ref.: Lothar D'hondt Toeschouwers: 6.000                | Sambi Lokonga 71'                                   | 1 – 0 1 – 1                         | 90' Ngoy                                             | Van Crombrugge Murillo, Vranješ, Luckassen, Mykhaylichenko Sambi Lokonga, Tau, Kana (66' Dimata) Bundu (74' Amuzu), Nmecha, Doku (82' El Hadj)                                           | 38' Doku 90+3' El Hadj                                        |
| 4 oktober 2020 13:30 Jan Breydelstadion Brugge Ref.: Erik Lambrechts Toeschouwers: 9.000              | Club Brugge                                         | 3 – 0                               | Anderlecht                                           | Van Crombrugge (46' Wellenreuther) Murillo, Vranješ, Luckassen, Mykhaylichenko Tau, Sambi Lokonga, Arnstad Verschaeren (88' Kana), Nmecha, Bakkali (46' Amuzu)                           | 47' Sambi Lokonga 58' Luckassen 72' Sambi Lokonga 85' Arnstad |
| 4 oktober 2020 13:30 Jan Breydelstadion Brugge Ref.: Erik Lambrechts Toeschouwers: 9.000              | Diatta 23' Vanaken 48' (pen.) Vormer 90+4'          | 1 – 0 2 – 0 3 – 0                   |                                                      | Van Crombrugge (46' Wellenreuther) Murillo, Vranješ, Luckassen, Mykhaylichenko Tau, Sambi Lokonga, Arnstad Verschaeren (88' Kana), Nmecha, Bakkali (46' Amuzu)                           | 47' Sambi Lokonga 58' Luckassen 72' Sambi Lokonga 85' Arnstad |
| 18 oktober 2020 20:45 Lotto Park Anderlecht Ref.: Bram Van Driessche Toeschouwers: 5.500              | Anderlecht                                          | 2 – 2                               | OH Leuven                                            | Van Crombrugge Murillo, Miazga, Delcroix, Mykhaylichenko Verschaeren (86' Bundu), Kana, Cullen Tau (90+7' Vlap), Dimata (73' Žulj), Nmecha                                               | 35' Dimata                                                    |
| 18 oktober 2020 20:45 Lotto Park Anderlecht Ref.: Bram Van Driessche Toeschouwers: 5.500              | Verschaeren 38' Tau 45'                             | 1 – 0 2 – 0 2 – 1 2 – 2             | 53' Duplus 84' Maertens                              | Van Crombrugge Murillo, Miazga, Delcroix, Mykhaylichenko Verschaeren (86' Bundu), Kana, Cullen Tau (90+7' Vlap), Dimata (73' Žulj), Nmecha                                               | 35' Dimata                                                    |
| 23 oktober 2020 20:45 Guldensporenstadion Kortrijk Ref.: Jonathan Lardot Toeschouwers: 0              | KV Kortrijk                                         | 1 – 3                               | Anderlecht                                           | Van Crombrugge Murillo, Miazga, Delcroix, Mykhaylichenko Žulj, Verschaeren, Sambi Lokonga Tau (75' Cullen), Nmecha (85' Dimata), Bundu (55' Amuzu)                                       | 68' Amuzu 90+3' Mykhaylichenko                                |
| 23 oktober 2020 20:45 Guldensporenstadion Kortrijk Ref.: Jonathan Lardot Toeschouwers: 0              | Mboyo 87' (pen.)                                    | 0 – 1 0 – 2 0 – 3 1 – 3             | 6' Nmecha 30' Tau 65' Nmecha                         | Van Crombrugge Murillo, Miazga, Delcroix, Mykhaylichenko Žulj, Verschaeren, Sambi Lokonga Tau (75' Cullen), Nmecha (85' Dimata), Bundu (55' Amuzu)                                       | 68' Amuzu 90+3' Mykhaylichenko                                |
| 1 november 2020 13:30 Lotto Park Anderlecht Ref.: Jan Boterberg Toeschouwers: 0                       | Anderlecht                                          | 1 – 0                               | Antwerp                                              | Van Crombrugge Murillo, Miazga, Delcroix, Lawrence (73' Luckassen) Sambi Lokonga, Žulj, Tau (79' Cullen) Bundu (63' Mukairu), Nmecha, Amuzu                                              |                                                               |
| 1 november 2020 13:30 Lotto Park Anderlecht Ref.: Jan Boterberg Toeschouwers: 0                       | Mukairu 76'                                         | 1 – 0                               |                                                      | Van Crombrugge Murillo, Miazga, Delcroix, Lawrence (73' Luckassen) Sambi Lokonga, Žulj, Tau (79' Cullen) Bundu (63' Mukairu), Nmecha, Amuzu                                              |                                                               |
| 8 november 2020 18:15 Ghelamco Arena Gent Ref.: Nicolas Laforge Toeschouwers: 0                       | AA Gent                                             | 1 – 1                               | Anderlecht                                           | Van Crombrugge Murillo, Miazga, Delcroix, Lawrence Sambi Lokonga, Žulj, Tau (80' Cullen) Verschaeren, Nmecha, Amuzu (87' Mukairu)                                                        | 26' Tau 45+1' Murillo 64' Miazga 80' Lawrence                 |
| 8 november 2020 18:15 Ghelamco Arena Gent Ref.: Nicolas Laforge Toeschouwers: 0                       | Jaremtsjoek 90'                                     | 0 – 1 1 – 1                         | 44' Murillo                                          | Van Crombrugge Murillo, Miazga, Delcroix, Lawrence Sambi Lokonga, Žulj, Tau (80' Cullen) Verschaeren, Nmecha, Amuzu (87' Mukairu)                                                        | 26' Tau 45+1' Murillo 64' Miazga 80' Lawrence                 |
| 22 november 2020 13:30 Olympisch Stadion Antwerpen Ref.: Alexandre Boucaut Toeschouwers: 0            | Beerschot                                           | 2 – 1                               | Anderlecht                                           | Wellenreuther Murillo, Miazga, Delcroix, Lawrence Sambi Lokonga , Žulj (69' Amuzu), Verschaeren (46' Vlap) Tau, Nmecha, Mukairu (90' Dimata)                                             | 21' Lawrence 60' Žulj                                         |
| 22 november 2020 13:30 Olympisch Stadion Antwerpen Ref.: Alexandre Boucaut Toeschouwers: 0            | Coulibaly 29' Holzhauser 50'                        | 1 – 0 2 – 0 2 – 1                   | 87' Nmecha                                           | Wellenreuther Murillo, Miazga, Delcroix, Lawrence Sambi Lokonga , Žulj (69' Amuzu), Verschaeren (46' Vlap) Tau, Nmecha, Mukairu (90' Dimata)                                             | 21' Lawrence 60' Žulj                                         |
| 29 november 2020 18:15 Lotto Park Anderlecht Ref.: Jonathan Lardot Toeschouwers: 0                    | Anderlecht                                          | 0 – 0                               | Standard Luik                                        | Wellenreuther Murillo, Miazga, Delcroix, Mykhaylichenko Sambi Lokonga , Cullen, Vlap (72' Verschaeren) Bundu, Nmecha (84' Dimata), Mukairu (73' Amuzu)                                   | 80' Nmecha 83' Cullen                                         |
| 29 november 2020 18:15 Lotto Park Anderlecht Ref.: Jonathan Lardot Toeschouwers: 0                    |                                                     |                                     |                                                      | Wellenreuther Murillo, Miazga, Delcroix, Mykhaylichenko Sambi Lokonga , Cullen, Vlap (72' Verschaeren) Bundu, Nmecha (84' Dimata), Mukairu (73' Amuzu)                                   | 80' Nmecha 83' Cullen                                         |
| 4 december 2020 20:45 Regenboogstadion Waregem Ref.: Jan Boterberg Toeschouwers: 0                    | Zulte Waregem                                       | 2 – 2                               | Anderlecht                                           | Wellenreuther Murillo, Miazga, Delcroix, Mykhaylichenko Sambi Lokonga , Cullen, Verschaeren Bundu (61' Amuzu), Nmecha, Mukairu (66' Dauda)                                               | 30' Murillo 85' Amuzu                                         |
| 4 december 2020 20:45 Regenboogstadion Waregem Ref.: Jan Boterberg Toeschouwers: 0                    | Seck 8' Bruno 75'                                   | 1 – 0 1 – 1 1 – 2 2 – 2             | 42' Nmecha 65' Sambi Lokonga                         | Wellenreuther Murillo, Miazga, Delcroix, Mykhaylichenko Sambi Lokonga , Cullen, Verschaeren Bundu (61' Amuzu), Nmecha, Mukairu (66' Dauda)                                               | 30' Murillo 85' Amuzu                                         |
| 11 december 2020 20:45 Lotto Park Anderlecht Ref.: Nathan Verboomen Toeschouwers: 0                   | Anderlecht                                          | 1 – 0                               | KRC Genk                                             | Wellenreuther Murillo, Miazga, Delcroix, Mykhaylichenko Sambi Lokonga , Cullen, Verschaeren (40' Vlap) Amuzu (83' Dauda), Nmecha, Mukairu (83' El Hadj)                                  | 69' Mykhaylichenko 79' Murillo 90' Vlap                       |
| 11 december 2020 20:45 Lotto Park Anderlecht Ref.: Nathan Verboomen Toeschouwers: 0                   | Nmecha 59' (pen.)                                   | 1 – 0                               |                                                      | Wellenreuther Murillo, Miazga, Delcroix, Mykhaylichenko Sambi Lokonga , Cullen, Verschaeren (40' Vlap) Amuzu (83' Dauda), Nmecha, Mukairu (83' El Hadj)                                  | 69' Mykhaylichenko 79' Murillo 90' Vlap                       |
| 18 december 2020 20:45 Stade du Pays de Charleroi Charleroi Ref.: Lawrence Visser Toeschouwers: 0     | Charleroi                                           | 1 – 0                               | Anderlecht                                           | Wellenreuther Murillo, Miazga, Delcroix, Sardella Sambi Lokonga , Cullen, Tau (74' Colassin) Amuzu, Nmecha, Mukairu (70' Bundu)                                                          |                                                               |
| 18 december 2020 20:45 Stade du Pays de Charleroi Charleroi Ref.: Lawrence Visser Toeschouwers: 0     | Golizadeh 90+3'                                     | 1 – 0                               |                                                      | Wellenreuther Murillo, Miazga, Delcroix, Sardella Sambi Lokonga , Cullen, Tau (74' Colassin) Amuzu, Nmecha, Mukairu (70' Bundu)                                                          |                                                               |
| Terugronde                                                                                            |                                                     |                                     |                                                      | |                                                               |
| 15 december 2020 21:00 Lotto Park Anderlecht Ref.: Kevin Van Damme Toeschouwers: 0                    | Anderlecht                                          | 2 – 1                               | KV Oostende                                          | Wellenreuther Murillo, Lissens, Delcroix, Mykhaylichenko El Hadj (85' Lawrence), Sambi Lokonga , Vlap (64' Arnstad) Amuzu, Nmecha, Mukairu (71' Sardella)                                | 69' Lissens                                                   |
| 15 december 2020 21:00 Lotto Park Anderlecht Ref.: Kevin Van Damme Toeschouwers: 0                    | Nmecha 18' Nmecha 58' (pen.)                        | 1 – 0 2 – 0 2 – 1                   | 83' McGeehan                                         | Wellenreuther Murillo, Lissens, Delcroix, Mykhaylichenko El Hadj (85' Lawrence), Sambi Lokonga , Vlap (64' Arnstad) Amuzu, Nmecha, Mukairu (71' Sardella)                                | 69' Lissens                                                   |
| 27 december 2020 18:15 Lotto Park Anderlecht Ref.: Nicolas Laforge Toeschouwers: 0                    | Anderlecht                                          | 2 – 0                               | Beerschot                                            | Wellenreuther Sardella, Miazga, Delcroix, Lawrence Sambi Lokonga , Cullen, Tau (84' El Hadj) Amuzu, Nmecha (90+1' Dauda), Mukairu (87' Colassin)                                         | 90+3' Colassin                                                |
| 27 december 2020 18:15 Lotto Park Anderlecht Ref.: Nicolas Laforge Toeschouwers: 0                    | Nmecha 32' (pen.) Mukairu 71'                       | 1 – 0 2 – 0                         |                                                      | Wellenreuther Sardella, Miazga, Delcroix, Lawrence Sambi Lokonga , Cullen, Tau (84' El Hadj) Amuzu, Nmecha (90+1' Dauda), Mukairu (87' Colassin)                                         | 90+3' Colassin                                                |
| 15 januari 2021 20:45 Kehrwegstadion Eupen Ref.: Alexandre Boucaut Toeschouwers: 0                    | KAS Eupen                                           | 2 – 0                               | Anderlecht                                           | Wellenreuther Sardella, Miazga, Delcroix, Lawrence Vlap (42' Murillo), Cullen, El Hadj Amuzu (78' Dauda), Nmecha, Mukairu (85' Stroeykens)                                               | 14' Vlap 39' Lawrence 41' Wellenreuther 90' Miazga            |
| 15 januari 2021 20:45 Kehrwegstadion Eupen Ref.: Alexandre Boucaut Toeschouwers: 0                    | Prevljak 75' Prevljak 85'                           | 1 – 0 2 – 0                         |                                                      | Wellenreuther Sardella, Miazga, Delcroix, Lawrence Vlap (42' Murillo), Cullen, El Hadj Amuzu (78' Dauda), Nmecha, Mukairu (85' Stroeykens)                                               | 14' Vlap 39' Lawrence 41' Wellenreuther 90' Miazga            |
| 22 januari 2021 20:45 Lotto Park Anderlecht Ref.: Nathan Verboomen Toeschouwers: 0                    | Anderlecht                                          | 0 – 0                               | Waasland-Beveren                                     | Wellenreuther Murillo, Miazga, Delcroix, Sardella Vlap (66' Diaby), Cullen, El Hadj Amuzu (87' Stroeykens), Nmecha (77' Dimata), Mukairu (78' Dauda)                                     | 74' Mukairu                                                   |
| 22 januari 2021 20:45 Lotto Park Anderlecht Ref.: Nathan Verboomen Toeschouwers: 0                    |                                                     |                                     |                                                      | Wellenreuther Murillo, Miazga, Delcroix, Sardella Vlap (66' Diaby), Cullen, El Hadj Amuzu (87' Stroeykens), Nmecha (77' Dimata), Mukairu (78' Dauda)                                     | 74' Mukairu                                                   |
| 26 januari 2021 21:00 Le Canonnier Moeskroen Ref.: Wim Smet Toeschouwers: 0                           | Excel Moeskroen                                     | 1 – 1                               | Anderlecht                                           | Wellenreuther Sardella, Miazga, Delcroix, Lawrence (90+1' Murillo) Vlap (46' Trebel), Sambi Lokonga , El Hadj (77' Dimata) Amuzu (64' Dauda), Nmecha, Mukairu (46' Bruun Larsen)         | 45+3' Delcroix                                                |
| 26 januari 2021 21:00 Le Canonnier Moeskroen Ref.: Wim Smet Toeschouwers: 0                           | Xadas 18'                                           | 1 – 0 1 – 1                         | 90+4' (pen.) Nmecha                                  | Wellenreuther Sardella, Miazga, Delcroix, Lawrence (90+1' Murillo) Vlap (46' Trebel), Sambi Lokonga , El Hadj (77' Dimata) Amuzu (64' Dauda), Nmecha, Mukairu (46' Bruun Larsen)         | 45+3' Delcroix                                                |
| 31 januari 2021 18:15 Lotto Park Anderlecht Ref.: Erik Lambrechts Toeschouwers: 0                     | Anderlecht                                          | 0 – 0                               | AA Gent                                              | Wellenreuther Sardella, Miazga, Delcroix, Lawrence Trebel (64' Diaby), Sambi Lokonga , El Hadj Amuzu, Nmecha (85' Dimata), Bruun Larsen (64' Mukairu)                                    |                                                               |
| 31 januari 2021 18:15 Lotto Park Anderlecht Ref.: Erik Lambrechts Toeschouwers: 0                     |                                                     |                                     |                                                      | Wellenreuther Sardella, Miazga, Delcroix, Lawrence Trebel (64' Diaby), Sambi Lokonga , El Hadj Amuzu, Nmecha (85' Dimata), Bruun Larsen (64' Mukairu)                                    |                                                               |
| 7 februari 2021 18:15 Luminus Arena Genk Ref.: Bram Van Driessche Toeschouwers: 0                     | KRC Genk                                            | 1 – 2                               | Anderlecht                                           | Wellenreuther Murillo, Miazga, Delcroix, Lawrence Cullen, Sambi Lokonga , El Hadj (83' Trebel) Amuzu, Nmecha (74' Dauda), Bruun Larsen (62' Mukairu)                                     | 28' Cullen 89' Wellenreuther                                  |
| 7 februari 2021 18:15 Luminus Arena Genk Ref.: Bram Van Driessche Toeschouwers: 0                     | Bongonda 2'                                         | 1 – 0 1 – 1 1 – 2                   | 19' (e.d.) Vuković 22' El Hadj                       | Wellenreuther Murillo, Miazga, Delcroix, Lawrence Cullen, Sambi Lokonga , El Hadj (83' Trebel) Amuzu, Nmecha (74' Dauda), Bruun Larsen (62' Mukairu)                                     | 28' Cullen 89' Wellenreuther                                  |
| 19 januari 2021 21:00 Lotto Park Anderlecht Ref.: Bram Van Driessche Toeschouwers: 0                  | Anderlecht                                          | 3 – 0                               | Charleroi                                            | Wellenreuther Sardella, Miazga, Delcroix, Lawrence Vlap (82' Dauda), Cullen, El Hadj (88' Kana) Amuzu, Nmecha (71' Dimata), Mukairu (82' Stroeykens)                                     |                                                               |
| 19 januari 2021 21:00 Lotto Park Anderlecht Ref.: Bram Van Driessche Toeschouwers: 0                  | Nmecha 23' (pen.) Vlap 45+1' (pen.) Amuzu 81'       | 1 – 0 2 – 0 3 – 0                   |                                                      | Wellenreuther Sardella, Miazga, Delcroix, Lawrence Vlap (82' Dauda), Cullen, El Hadj (88' Kana) Amuzu, Nmecha (71' Dimata), Mukairu (82' Stroeykens)                                     |                                                               |
| 14 februari 2021 20:45 Jan Breydelstadion Brugge Ref.: Nicolas Laforge Toeschouwers: 0                | Cercle Brugge                                       | 0 – 0                               | Anderlecht                                           | Wellenreuther Murillo, Miazga, Delcroix, Lawrence El Hadj (60' Trebel), Sambi Lokonga , Cullen Amuzu (72' Diaby), Nmecha (72' Dauda), Bruun Larsen (46' Mukairu)                         | 61' Murillo                                                   |
| 14 februari 2021 20:45 Jan Breydelstadion Brugge Ref.: Nicolas Laforge Toeschouwers: 0                |                                                     |                                     |                                                      | Wellenreuther Murillo, Miazga, Delcroix, Lawrence El Hadj (60' Trebel), Sambi Lokonga , Cullen Amuzu (72' Diaby), Nmecha (72' Dauda), Bruun Larsen (46' Mukairu)                         | 61' Murillo                                                   |
| 21 februari 2021 13:30 Lotto Park Anderlecht Ref.: Lawrence Visser Toeschouwers: 0                    | Anderlecht                                          | 0 – 2                               | KV Kortrijk                                          | Wellenreuther Sardella, Lissens, Delcroix, Lawrence Sambi Lokonga , Ashimeru (46' El Hadj), Cullen (64' Diaby) Mukairu, Nmecha (75' Dauda), Bruun Larsen (46' Amuzu)                     |                                                               |
| 21 februari 2021 13:30 Lotto Park Anderlecht Ref.: Lawrence Visser Toeschouwers: 0                    |                                                     | 0 – 1 0 – 2                         | 45+2' Sainsbury 74' Gano                             | Wellenreuther Sardella, Lissens, Delcroix, Lawrence Sambi Lokonga , Ashimeru (46' El Hadj), Cullen (64' Diaby) Mukairu, Nmecha (75' Dauda), Bruun Larsen (46' Amuzu)                     |                                                               |
| 28 februari 2021 13:30 Maurice Dufrasnestadion Luik Ref.: Erik Lambrechts Toeschouwers: 0             | Standard Luik                                       | 1 – 3                               | Anderlecht                                           | Wellenreuther Murillo, Miazga, Delcroix (77' Sardella), Lawrence Sambi Lokonga , Diaby (61' Dauda), Cullen Amuzu, Nmecha, Mukairu (66' Bruun Larsen)                                     | 2' Lawrence 62' Mukairu                                       |
| 28 februari 2021 13:30 Maurice Dufrasnestadion Luik Ref.: Erik Lambrechts Toeschouwers: 0             | Amallah 83'                                         | 0 – 1 0 – 2 1 – 2 1 – 3             | 23' Amuzu 71' Lawrence 90+4' Dauda                   | Wellenreuther Murillo, Miazga, Delcroix (77' Sardella), Lawrence Sambi Lokonga , Diaby (61' Dauda), Cullen Amuzu, Nmecha, Mukairu (66' Bruun Larsen)                                     | 2' Lawrence 62' Mukairu                                       |
| 7 maart 2021 18:15 Lotto Park Anderlecht Ref.: Lothar D'hondt Toeschouwers: 0                         | Anderlecht                                          | 1 – 1                               | KV Mechelen                                          | Wellenreuther Murillo, Miazga, Delcroix (48' Cobbaut), Lawrence (83' El Hadj) Sambi Lokonga , Diaby (71' Dauda), Cullen Amuzu, Nmecha, Mukairu (71' Bruun Larsen)                        |                                                               |
| 7 maart 2021 18:15 Lotto Park Anderlecht Ref.: Lothar D'hondt Toeschouwers: 0                         | Nmecha 43' (pen.)                                   | 1 – 0 1 – 1                         | 66' (pen.) De Camargo                                | Wellenreuther Murillo, Miazga, Delcroix (48' Cobbaut), Lawrence (83' El Hadj) Sambi Lokonga , Diaby (71' Dauda), Cullen Amuzu, Nmecha, Mukairu (71' Bruun Larsen)                        |                                                               |
| 10 januari 2021 18:15 King Power at Den Dreef Stadion Heverlee Ref.: Nathan Verboomen Toeschouwers: 0 | OH Leuven                                           | 1 – 0                               | Anderlecht                                           | Wellenreuther Sardella, Miazga, Delcroix, Lawrence (77' Murillo) Sambi Lokonga (63' Colassin), Cullen, El Hadj (84' Kana) Amuzu, Nmecha, Mukairu (77' Dauda)                             | 45' El Hadj 90+4' Colassin 90+4' Nmecha                       |
| 10 januari 2021 18:15 King Power at Den Dreef Stadion Heverlee Ref.: Nathan Verboomen Toeschouwers: 0 | Henry 87' (pen.)                                    | 1 – 0                               |                                                      | Wellenreuther Sardella, Miazga, Delcroix, Lawrence (77' Murillo) Sambi Lokonga (63' Colassin), Cullen, El Hadj (84' Kana) Amuzu, Nmecha, Mukairu (77' Dauda)                             | 45' El Hadj 90+4' Colassin 90+4' Nmecha                       |
| 21 maart 2021 18:15 Lotto Park Anderlecht Ref.: Jan Boterberg Toeschouwers: 0                         | Anderlecht                                          | 4 – 1                               | Zulte Waregem                                        | Wellenreuther Murillo, Miazga, Sardella, Mykhaylichenko Sambi Lokonga , Verschaeren (70' Bruun Larsen), Trebel (70' Cullen) Ashimeru (70' Amuzu), Nmecha (83' Diaby), El Hadj (88' Kana) | 76' Cullen 86' Cullen                                         |
| 21 maart 2021 18:15 Lotto Park Anderlecht Ref.: Jan Boterberg Toeschouwers: 0                         | El Hadj 32' Murillo 45+2' Verschaeren 54' Diaby 89' | 0 – 1 1 – 1 2 – 1 3 – 1 4 – 1       | 6' Vossen                                            | Wellenreuther Murillo, Miazga, Sardella, Mykhaylichenko Sambi Lokonga , Verschaeren (70' Bruun Larsen), Trebel (70' Cullen) Ashimeru (70' Amuzu), Nmecha (83' Diaby), El Hadj (88' Kana) | 76' Cullen 86' Cullen                                         |
| 5 april 2021 18:15 Bosuilstadion Antwerpen Ref.: Erik Lambrechts Toeschouwers: 50                     | Antwerp                                             | 1 – 4                               | Anderlecht                                           | Wellenreuther Murillo, Miazga, Cobbaut, Mykhaylichenko Verschaeren (89' Bruun Larsen), Sambi Lokonga , Trebel Ashimeru (79' Amuzu), Nmecha (85' Mukairu), El Hadj                        | 17' Cobbaut                                                   |
| 5 april 2021 18:15 Bosuilstadion Antwerpen Ref.: Erik Lambrechts Toeschouwers: 50                     | Le Marchand 89'                                     | 0 – 1 0 – 2 0 – 3 0 – 4 1 – 4       | 52' Ashimeru 62' Murillo 77' El Hadj 84' Verschaeren | Wellenreuther Murillo, Miazga, Cobbaut, Mykhaylichenko Verschaeren (89' Bruun Larsen), Sambi Lokonga , Trebel Ashimeru (79' Amuzu), Nmecha (85' Mukairu), El Hadj                        | 17' Cobbaut                                                   |
| 11 april 2021 18:15 Lotto Park Anderlecht Ref.: Lawrence Visser Toeschouwers: 0                       | Anderlecht                                          | 2 – 1                               | Club Brugge                                          | Wellenreuther Murillo, Miazga, Cobbaut, Mykhaylichenko Verschaeren (90+2' Diaby), Sambi Lokonga , Trebel (68' Cullen) Ashimeru (67' Amuzu), Nmecha, El Hadj (86' Mukairu)                | 90' Miazga                                                    |
| 11 april 2021 18:15 Lotto Park Anderlecht Ref.: Lawrence Visser Toeschouwers: 0                       | Nmecha 72' Sambi Lokonga 76'                        | 0 – 1 1 – 1 2 – 1                   | 53' Lang                                             | Wellenreuther Murillo, Miazga, Cobbaut, Mykhaylichenko Verschaeren (90+2' Diaby), Sambi Lokonga , Trebel (68' Cullen) Ashimeru (67' Amuzu), Nmecha, El Hadj (86' Mukairu)                | 90' Miazga                                                    |
| 18 april 2021 18:00 Stayen Sint-Truiden Ref.: Nicolas Laforge Toeschouwers: 0                         | STVV                                                | 0 – 1                               | Anderlecht                                           | Wellenreuther Murillo, Miazga, Cobbaut, Mykhaylichenko Verschaeren (90+1' Mukairu), Sambi Lokonga , Trebel (75' Cullen) Ashimeru (66' Amuzu), Nmecha (90+1' Diaby), El Hadj              | 6' Mykhaylichenko                                             |
| 18 april 2021 18:00 Stayen Sint-Truiden Ref.: Nicolas Laforge Toeschouwers: 0                         |                                                     | 0 – 1                               | 79' Verschaeren                                      | Wellenreuther Murillo, Miazga, Cobbaut, Mykhaylichenko Verschaeren (90+1' Mukairu), Sambi Lokonga , Trebel (75' Cullen) Ashimeru (66' Amuzu), Nmecha (90+1' Diaby), El Hadj              | 6' Mykhaylichenko                                             |

#### Overzicht
| Speeldag  | 1 | 2 | 3 | 4 | 5 | 6  | 7  | 8  | 9  | 10 | 11 | 12 | 13 | 14 | 15 | 16 | 17 | 18 | 19 | 20 | 21 | 22 | 23 | 24 | 25 | 26 | 27 | 28 | 29 | 30 | 31 | 32 | 33 | 34 |
| --------- | - | - | - | - | - | -- | -- | -- | -- | -- | -- | -- | -- | -- | -- | -- | -- | -- | -- | -- | -- | -- | -- | -- | -- | -- | -- | -- | -- | -- | -- | -- | -- | -- |
| Resultaat | g | w | g | g | w | w  | g  | v  | g  | w  | w  | g  | v  | g  | g  | w  | v  | w  | w  | v  | g  | g  | g  | w  | w  | g  | v  | w  | g  | v  | w  | w  | w  | w  |
| Punten    | 1 | 4 | 5 | 6 | 9 | 12 | 13 | 13 | 14 | 17 | 20 | 21 | 21 | 22 | 23 | 26 | 29 | 29 | 32 | 32 | 36 | 37 | 38 | 41 | 35 | 42 | 42 | 45 | 46 | 32 | 49 | 52 | 55 | 58 |
| Positie   | 7 | 4 | 5 | 8 | 6 | 5  | 5  | 7  | 9  | 7  | 6  | 7  | 7  | 7  | 8  | 6  | 5  | 5  | 4  | 7  | 5  | 5  | 5  | 4  | 5  | 5  | 5  | 5  | 5  | 5  | 5  | 4  | 4  | 3  |

#### Klassement
| Pos | Team               | Wed | W  | G  | V  | Ptn | DV | DT | +/− |      |
| --- | ------------------ | --- | -- | -- | -- | --- | -- | -- | --- | ---- |
| 1   | Club Brugge        | 34  | 24 | 4  | 6  | 76  | 73 | 26 | +47 | PO 1 |
| 2   | Antwerp FC         | 34  | 18 | 6  | 10 | 60  | 57 | 48 | +9  | PO 1 |
| 3   | RSC Anderlecht     | 34  | 15 | 13 | 6  | 58  | 51 | 34 | +17 | PO 1 |
| 4   | KRC Genk           | 34  | 16 | 8  | 10 | 56  | 67 | 48 | +19 | PO 1 |
| 5   | KV Oostende        | 34  | 15 | 8  | 11 | 53  | 49 | 41 | +8  | PO 2 |
| 6   | Standard Luik      | 34  | 13 | 11 | 10 | 50  | 52 | 41 | +11 | PO 2 |
| 7   | KAA Gent           | 34  | 14 | 7  | 13 | 49  | 55 | 42 | +13 | PO 2 |
| 8   | KV Mechelen        | 34  | 13 | 9  | 12 | 48  | 54 | 54 | 0   | PO 2 |
| 9   | Beerschot VA       | 34  | 14 | 5  | 15 | 47  | 58 | 64 | −6  |      |
| 10  | SV Zulte Waregem   | 34  | 14 | 4  | 16 | 46  | 53 | 69 | −16 |      |
| 11  | OH Leuven          | 34  | 12 | 9  | 13 | 45  | 54 | 59 | −5  |      |
| 12  | KAS Eupen          | 34  | 10 | 13 | 11 | 43  | 44 | 55 | −11 |      |
| 13  | Sporting Charleroi | 34  | 11 | 9  | 14 | 42  | 46 | 49 | −3  |      |
| 14  | KV Kortrijk        | 34  | 11 | 6  | 17 | 39  | 44 | 57 | −13 |      |
| 15  | STVV               | 34  | 10 | 8  | 16 | 38  | 41 | 52 | −11 |      |
| 16  | Cercle Brugge      | 34  | 11 | 3  | 20 | 36  | 40 | 51 | −11 |      |
| 17  | Waasland-Beveren   | 34  | 8  | 7  | 19 | 31  | 44 | 70 | −26 |      |
| 18  | Excel Moeskroen    | 34  | 7  | 10 | 17 | 31  | 32 | 54 | −22 |      |

PO 1: Champions play-off, PO 2: Europa League play-off, : Testwedstrijden voor degradatie tegen tweede uit eerste klasse B, : Degradeert na dit seizoen naar eerste klasse B

### Champions' play-off

#### Wedstrijden
| Champions' play offs                                                              |                                                   |                                     |                                  | |                              |
| Wedstrijddetails                                                                  | Thuisploeg                                        | Uitslag                             | Uitploeg                         | Opstelling | Kaarten                      |
| Heenronde                                                                         |                                                   |                                     |                                  | |                              |
| 2 mei 2021 18:30 Jan Breydelstadion Brugge Ref.: Jonathan Lardot Toeschouwers: 0  | Club Brugge                                       | 2 – 2                               | RSC Anderlecht                   | Verbruggen Murillo, Miazga, Cobbaut (90+4' Debast), Mykhaylichenko Verschaeren (59' Bruun Larsen), Sambi Lokonga , Trebel (59' Cullen) Ashimeru (46' Amuzu), Nmecha, El Hadj            | 76' Cobbaut 78' Cullen       |
| 2 mei 2021 18:30 Jan Breydelstadion Brugge Ref.: Jonathan Lardot Toeschouwers: 0  | Lang 49' Dost 89'                                 | 1 – 0 1 – 1 1 – 2 2 – 2             | 64' Nmecha 86' Bruun Larsen      | Verbruggen Murillo, Miazga, Cobbaut (90+4' Debast), Mykhaylichenko Verschaeren (59' Bruun Larsen), Sambi Lokonga , Trebel (59' Cullen) Ashimeru (46' Amuzu), Nmecha, El Hadj            | 76' Cobbaut 78' Cullen       |
| 8 mei 2021 20:45 Lotto Park Anderlecht Ref.: Erik Lambrechts Toeschouwers: 0      | RSC Anderlecht                                    | 2 – 2                               | Antwerp                          | Verbruggen Murillo, Miazga, Cobbaut, Mykhaylichenko (89' Mukairu) Verschaeren (85' Dauda), Sambi Lokonga , Cullen (46' Trebel) Bruun Larsen (68' Ashimeru), Nmecha, El Hadj (85' Amuzu) | 10' Cullen 40' Miazga        |
| 8 mei 2021 20:45 Lotto Park Anderlecht Ref.: Erik Lambrechts Toeschouwers: 0      | Verschaeren 57' Miazga 90+6'                      | 0 – 1 1 – 1 1 – 2 2 – 2             | 49' Mbokani 84' (pen.) Mbokani   | Verbruggen Murillo, Miazga, Cobbaut, Mykhaylichenko (89' Mukairu) Verschaeren (85' Dauda), Sambi Lokonga , Cullen (46' Trebel) Bruun Larsen (68' Ashimeru), Nmecha, El Hadj (85' Amuzu) | 10' Cullen 40' Miazga        |
| 12 mei 2021 20:45 Luminus Arena Genk Ref.: Nathan Verboomen Toeschouwers: 0       | KRC Genk                                          | 1 – 1                               | RSC Anderlecht                   | Verbruggen Murillo, Miazga, Sardella, Mykhaylichenko Verschaeren, Sambi Lokonga , Cullen Ashimeru (67' Bruun Larsen), Nmecha (67' Amuzu), El Hadj                                       | 66' Sambi Lokonga            |
| 12 mei 2021 20:45 Luminus Arena Genk Ref.: Nathan Verboomen Toeschouwers: 0       | Onuachu 67'                                       | 0 – 1 1 – 1                         | 33' El Hadj                      | Verbruggen Murillo, Miazga, Sardella, Mykhaylichenko Verschaeren, Sambi Lokonga , Cullen Ashimeru (67' Bruun Larsen), Nmecha (67' Amuzu), El Hadj                                       | 66' Sambi Lokonga            |
| Terugronde                                                                        |                                                   |                                     |                                  | |                              |
| 15 mei 2021 20:45 Lotto Park Anderlecht Ref.: Jonathan Lardot Toeschouwers: 0     | RSC Anderlecht                                    | 1 – 2                               | KRC Genk                         | Verbruggen Murillo, Miazga, Sardella (27' Cobbaut), Mykhaylichenko Verschaeren (63' Amuzu), Sambi Lokonga (82' Trebel), Cullen Ashimeru (64' Bruun Larsen), Nmecha, El Hadj             | 73' Murillo                  |
| 15 mei 2021 20:45 Lotto Park Anderlecht Ref.: Jonathan Lardot Toeschouwers: 0     | Nmecha 31'                                        | 0 – 1 1 – 1 1 – 2                   | 16' Onuachu 86' Dessers          | Verbruggen Murillo, Miazga, Sardella (27' Cobbaut), Mykhaylichenko Verschaeren (63' Amuzu), Sambi Lokonga (82' Trebel), Cullen Ashimeru (64' Bruun Larsen), Nmecha, El Hadj             | 73' Murillo                  |
| 20 mei 2021 21:00 Lotto Park Anderlecht Ref.: Lawrence Visser Toeschouwers: 0     | RSC Anderlecht                                    | 3 – 3                               | Club Brugge                      | Verbruggen Murillo, Miazga, Cobbaut, Mykhaylichenko (85' Mukairu) Verschaeren (46' Bruun Larsen), Sambi Lokonga , Cullen (73' Trebel) Ashimeru (46' Amuzu), Nmecha, El Hadj (74' Dauda) | 76' Nmecha 87' Sambi Lokonga |
| 20 mei 2021 21:00 Lotto Park Anderlecht Ref.: Lawrence Visser Toeschouwers: 0     | Nmecha 45+3' (pen.) Nmecha 65' Bruun Larsen 90+4' | 0 – 1 1 – 1 1 – 2 1 – 3 2 – 3 3 – 3 | 13' Vanaken 54' Vanaken 57' Lang | Verbruggen Murillo, Miazga, Cobbaut, Mykhaylichenko (85' Mukairu) Verschaeren (46' Bruun Larsen), Sambi Lokonga , Cullen (73' Trebel) Ashimeru (46' Amuzu), Nmecha, El Hadj (74' Dauda) | 76' Nmecha 87' Sambi Lokonga |
| 23 mei 2021 18:30 Bosuilstadion Antwerpen Ref.: Alexandre Boucaut Toeschouwers: 0 | Antwerp                                           | 1 – 0                               | RSC Anderlecht                   | Verbruggen Murillo, Miazga, Cobbaut (78' Trebel), Mykhaylichenko Verschaeren (17' Debast), Sambi Lokonga , Cullen (78' Dauda) Amuzu (78' Bruun Larsen), Nmecha, El Hadj (61' Ashimeru)  | 13' Miazga 58' Sambi Lokonga |
| 23 mei 2021 18:30 Bosuilstadion Antwerpen Ref.: Alexandre Boucaut Toeschouwers: 0 | Lamkel Zé 48'                                     | 1 – 0                               |                                  | Verbruggen Murillo, Miazga, Cobbaut (78' Trebel), Mykhaylichenko Verschaeren (17' Debast), Sambi Lokonga , Cullen (78' Dauda) Amuzu (78' Bruun Larsen), Nmecha, El Hadj (61' Ashimeru)  | 13' Miazga 58' Sambi Lokonga |

#### Overzicht
| Speeldag  | 1  | 2  | 3  | 4  | 5  | 6  |
| --------- | -- | -- | -- | -- | -- | -- |
| Resultaat | g  | g  | g  | v  | g  | v  |
| Punten    | 30 | 31 | 32 | 32 | 33 | 33 |
| Positie   | 4  | 4  | 4  | 4  | 3  | 4  |

#### Klassement
| Pos | Team            | Wed | W | G | V | Ptn | DV | DT | +/− |                                     |
| --- | --------------- | --- | - | - | - | --- | -- | -- | --- | ----------------------------------- |
| 1   | Club Brugge (K) | 6   | 1 | 3 | 2 | 44  | 8  | 11 | −3  | Groepsfase Champions League         |
| 2   | KRC Genk (C)    | 6   | 5 | 1 | 0 | 44  | 15 | 5  | +10 | Voorrondes Champions League         |
| 3   | Antwerp FC      | 6   | 1 | 2 | 3 | 35  | 6  | 11 | −5  | Voorrondes Europa League *          |
| 4   | RSC Anderlecht  | 6   | 0 | 4 | 2 | 33  | 9  | 11 | −2  | Voorrondes Europa Conference League |

## Beker van België
| Beker van België                                                                        |                        |                               |                                                              | |                                     |
| Wedstrijddetails                                                                        | Thuisploeg             | Uitslag                       | Uitploeg                                                     | Opstelling | Kaarten                             |
| 1/16e finale                                                                            |                        |                               |                                                              | |                                     |
| 3 februari 2021 21:15 Stade de Rocourt Luik Ref.: Wesley Alen Toeschouwers: 0           | FC Luik (1e nat.)      | 0 – 2                         | Anderlecht                                                   | Wellenreuther Murillo, Miazga (88' Kana), Delcroix, Mykhaylichenko Sambi Lokonga (88' Lissens), El Hadj, Bruun Larsen (61' Ashimeru) Amuzu (76' Arnstad), Nmecha (76' Stroeykens), Mukairu |                                     |
| 3 februari 2021 21:15 Stade de Rocourt Luik Ref.: Wesley Alen Toeschouwers: 0           |                        | 0 – 1 0 – 2                   | 30' Mukairu 68' Ashimeru                                     | Wellenreuther Murillo, Miazga (88' Kana), Delcroix, Mykhaylichenko Sambi Lokonga (88' Lissens), El Hadj, Bruun Larsen (61' Ashimeru) Amuzu (76' Arnstad), Nmecha (76' Stroeykens), Mukairu |                                     |
| Achtste finale                                                                          |                        |                               |                                                              | |                                     |
| 11 februari 2021 20:45 Joseph Marienstadion Vorst Ref.: Jonathan Lardot Toeschouwers: 0 | Union Sint-Gillis (1B) | 0 – 5                         | Anderlecht                                                   | Wellenreuther Murillo, Lissens, Delcroix, Mykhaylichenko Sambi Lokonga (80' Kana), Cullen, El Hadj (69' Dauda) Amuzu (69' Trebel), Nmecha (58' Diaby), Bruun Larsen (58' Mukairu)          |                                     |
| 11 februari 2021 20:45 Joseph Marienstadion Vorst Ref.: Jonathan Lardot Toeschouwers: 0 |                        | 0 – 1 0 – 2 0 – 3 0 – 4 0 – 5 | 18' Nmecha 57' Nmecha 61' Mukairu 71' (pen.) Diaby 81' Diaby | Wellenreuther Murillo, Lissens, Delcroix, Mykhaylichenko Sambi Lokonga (80' Kana), Cullen, El Hadj (69' Dauda) Amuzu (69' Trebel), Nmecha (58' Diaby), Bruun Larsen (58' Mukairu)          |                                     |
| Kwartfinale                                                                             |                        |                               |                                                              | |                                     |
| 3 maart 2021 20:45 Lotto Park Anderlecht Ref.: Bram Van Driessche Toeschouwers: 0       | Anderlecht             | 1 – 0                         | Cercle Brugge                                                | Wellenreuther Murillo, Miazga, Cobbaut, Mykhaylichenko Sambi Lokonga , Cullen, Amuzu Diaby (61' Bruun Larsen), Nmecha (72' Verschaeren), Mukairu (61' Dauda)                               | 86' Wellenreuther                   |
| 3 maart 2021 20:45 Lotto Park Anderlecht Ref.: Bram Van Driessche Toeschouwers: 0       | Nmecha 11'             | 1 – 0                         |                                                              | Wellenreuther Murillo, Miazga, Cobbaut, Mykhaylichenko Sambi Lokonga , Cullen, Amuzu Diaby (61' Bruun Larsen), Nmecha (72' Verschaeren), Mukairu (61' Dauda)                               | 86' Wellenreuther                   |
| Halve finale                                                                            |                        |                               |                                                              | |                                     |
| 14 maart 2021 20:45 Lotto Park Anderlecht Ref.: Jonathan Lardot Toeschouwers: 0         | Anderlecht             | 1 – 2                         | KRC Genk                                                     | Wellenreuther Sardella, Miazga, Cobbaut (75' Mukairu), Lawrence (60' Mykhaylichenko) Sambi Lokonga , Cullen (60' Trebel), El Hadj Diaby (46' Dauda), Nmecha, Amuzu (60' Bruun Larsen)      | 51' Cullen 81' Mukairu 90+2' Miazga |
| 14 maart 2021 20:45 Lotto Park Anderlecht Ref.: Jonathan Lardot Toeschouwers: 0         | Trebel 73'             | 0 – 1 0 – 2 1 – 2             | 17' Onuachu 59' (e.d.) Miazga                                | Wellenreuther Sardella, Miazga, Cobbaut (75' Mukairu), Lawrence (60' Mykhaylichenko) Sambi Lokonga , Cullen (60' Trebel), El Hadj Diaby (46' Dauda), Nmecha, Amuzu (60' Bruun Larsen)      | 51' Cullen 81' Mukairu 90+2' Miazga |